# Skydance Media
Skydance Media, LLC (do 2016 znana jako Skydance Productions) – amerykańska wytwórnia filmowa założona 4 kwietnia 2006 roku przez Davida Ellisona.

## Historia

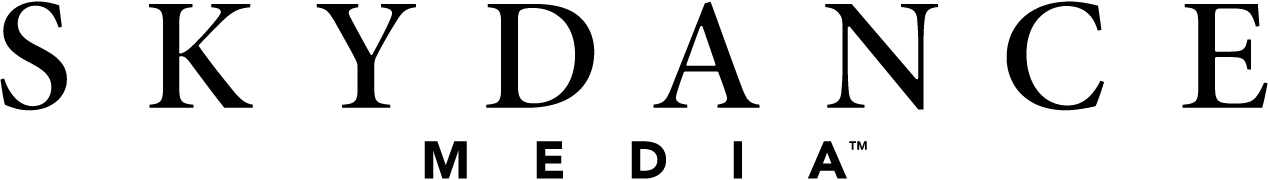
Logo od 2016 do 2021 roku.

Skydance Media została założona 4 kwietnia 2006 roku przez Davida Ellisona jako Skydance Productions. Pierwszym filmem wyprodukowanym przez Skydance jest Flyboys – bohaterska eskadra z tego samego roku, z udziałem Ellisona oraz współfinansowany przez wytwórnię MGM.
Jesienią 2009 roku Skydance podpisało pięcioletnią umowę z Paramount Pictures o dofinansowanie, produkcję i dystrybucję filmów. Przed sierpniem 2010 roku firma zatrudniła Danę Goldberg, dawniej z Village Roadshow Pictures, do nadzorowania rozwoju i produkcji. W sierpniu tego samego roku, dzięki partnerstwu Paramount i inwestycji kapitałowej szóstej najbogatszej osoby na świecie, ojca założyciela firmy, Larry’ego Ellisona, firma zebrała 350 milionów dolarów w postaci kapitału i kredytów na współfinansowanie swoich filmów.
1 maja 2013 roku Skydance uruchomiła Skydance Television, firmę zajmującą się produkcją seriali telewizyjnych, tym samym zatrudniając Marcy’ego Rossa jako prezesa oddziału. Latem tego samego roku Skydance przedłużyła podpisanie umowy z Paramount na kolejne cztery lata.
W 2014 roku Jesse Sisgold dołączył do firmy jako prezes ds. biznesowych i planowania strategicznego, później w tym samym roku został mianowany dyrektorem operacyjnym. W 2017 roku ponownie awansował na stanowisko prezesa i dyrektora operacyjnego.
W marcu tego samego roku Don Granger dołączył do firmy jako nowo utworzony post EVP Feature Productions i podlegał Danie Goldberg, dyrektorce kreatywnej firmy.
W marcu 2015 roku Anne Globe dołączyła do firmy jako dyrektor ds. marketingu.
Później w tym samym roku Skydance pozyskało 700 milionów dolarów nowego finansowania. Refinansowanie obejmowało 200 milionów dolarów amerykańskich kapitału od grupy inwestorów oraz 500 milionów dolarów amerykańskich linii kredytowej od JP Morgan Chase. 3 maja 2016 roku Skydance Media wykorzystała część swojego nowego finansowania na zakup twórcy gier The Workshop Entertainment, Inc. Nazwa Workshop Entertainment została zmieniona i zorganizowana na Skydance Interactive, LLC.
Firma Davida Ellisona stworzyła również wytwórnię o nazwie Uncharted w grudniu 2016 roku, by móc przechowywać treści wykraczające poza gatunek akcji, science fiction czy fantasy.
16 marca 2017 roku Skydance uruchomiła firmę zajmującą się produkcją filmów animowanych Skydance Animation, tym samym tworząc wieloletnią współpracę z hiszpańską firmą Ilion Animation Studios. Dwa projekty są już w toku, jeden z nich pierwotnie ma zostać wydany w marcu 2021 roku.
W sierpniu 2017 roku Skydance i Paramount przedłużyły swoją umowę na kolejne cztery lata, aż do 2021 roku, dodając do dystrybucji filmy animowane Skydance.
25 stycznia 2018 roku firma Tencent kupiła od 5% do 10% udziałów mniejszościowych. Jun Oh został zatrudniony przez Skydance Media jako szef ds. teatralnych, interaktywnych i prawnych w październiku 2018 roku.
W lutym 2020 roku w spółkę zainwestowali RedBird Capital Partners i CJ ENM. Niedawno wytwórnia zawarła kontrakt z Exile Content Studio na produkcję telewizyjną. Jeszcze niedawno podpisała umowę z Impact, wytwórnią należącą do Rona Howarda i Briana Grazera.

## Filmografia
- 2006: Flyboys – bohaterska eskadra
- 2010: Prawdziwe męstwo
- 2011: Mission: Impossible – Ghost Protocol
- 2012: Mama i ja
- 2012: Jack Reacher: Jednym strzałem
- 2013: G.I. Joe: Odwet
- 2013: W ciemność. Star Trek
- 2013: World War Z
- 2014: Jack Ryan: Teoria chaosu
- 2015: Terminator: Genisys
- 2015: Mission: Impossible 5
- 2016: Star Trek: W nieznane
- 2016: Jack Reacher: Nigdy nie wracaj
- 2017: Life
- 2017: Baywatch. Słoneczny patrol
- 2017: Geostorm
- 2018: Anihilacja
- 2018: Mission: Impossible – Fallout
- 2019: Bliźniak
- 2019: Terminator: Mroczne przeznaczenie
- 2019: 6 Underground
- 2020: The Old Guard[18]